# 疣冠形軟珊瑚
疣冠形軟珊瑚（学名：Alcyonium gracillimum）为軟珊瑚科軟珊瑚屬下的一个种。